# Spirale de Fermat

Les deux branches de la spirale de Fermat d'équation ρ² = θ (noire pour ρ positif et rouge pour ρ négatif)

Une spirale de Fermat est une courbe plane d'équation polaire:
{\displaystyle \rho ^{2}=a^{2}\theta .}
Son nom est une référence au mathématicien Pierre de Fermat qui la décrit dans une lettre à Marin  Mersenne en 1636 et présente sa propriété d'aire balayée par un rayon. Cette courbe a aussi été étudiée par Pierre Varignon en 1704 dans le cadre de son étude générale des spirales d'équation polaire {\displaystyle c\rho ^{m}=\theta ba^{m-1}}.

## Propriétés géométriques

Les deux composantes connexes du plan découpé par la spirale de Fermat

La spirale de Fermat est une courbe transcendante qui possède deux branches (pour ρ positif et pour ρ négatif) symétriques par rapport à O. Elle partage le plan en deux composantes connexes.
Pour tout point M de la courbe, on appelle T et N les points d'intersection de la tangente et la normale à la courbe en M avec la droite passant par O et perpendiculaire à (OM). Les longueurs OT et ON (sous-tangente et sous-normale) valent alors:
{\displaystyle OT={\frac {2\rho ^{3}}{a^{2}}}} et {\displaystyle ON={\frac {a^{2}}{2\rho }}}
L'aire du triangle OMN est donc constante égale au quart du carré de côté a.
L'aire balayée par le rayon OM de Md à Mf est donnée par la formule:
{\displaystyle A={\frac {1}{4}}\left(\theta _{f}\rho _{f}^{2}-\theta _{d}\rho _{d}^{2}\right).}

Aire balayée par un rayon : l'aire en noir est égale à la moitié de l'aire du disque, les aires blanche, bleue et jaune sont toutes trois égales à celle du disque.

En particulier, si l'on prend pour θk la valeur 2kπ, la surface balayée par le rayon de M0 à M1 correspond à la moitié de l'aire du disque de rayon OM1, les autres spires ont des aires identiques égales à l'aire du disque de rayon OM1. C'est la propriété énoncée par Fermat en 1636.
Le rayon de courbure s'exprime par:
{\displaystyle R={\frac {(4\rho ^{4}+a^{4})^{\frac {3}{2}}}{2\rho (4\rho ^{4}+3a^{4})}}}
La courbe possède donc un seul point d'inflexion à l'origine.
Son abscisse curviligne est donnée par,:
{\displaystyle \mathrm {d} s={\sqrt {1+\left({\frac {\rho }{a}}\right)^{4}}}\mathrm {d} \rho ={\frac {a}{2}}{\frac {4\theta ^{2}+1}{\sqrt {\theta (4\theta ^{2}+1)}}}\mathrm {d} \theta }
et la rectification de la courbe fait intervenir une intégrale elliptique de première espèce.

## Relation avec d'autres courbes
La spirale de Fermat est l'image par une inversion, de pôle O et de cercle de rayon a,  du lituus d'équation polaire  ρ2θ = a2.
Si on fait rouler la spirale de Fermat d'équation ρ2 = a2θ sur la courbe d'équation {\displaystyle x=-{\frac {2}{3a^{2}}}y^{3}}, son centre se déplace sur l'axe des abscisses. Cette propriété avait déjà été remarquée par Pierre Varignon en 1704.

Spirale de Fermat d'équation ρ = 4θ roulant sur la courbe 3x = –8y et dont le centre reste sur l'axe des x.

## Modélisation

Les 150 premiers points du modèle de Vogel

La spirale de Fermat peut servir à modéliser l’implantation des fleurs du tournesol : Helmut Vogel en 1979 a remarqué que les points de coordonnées polaires
{\displaystyle \rho =c{\sqrt {n}}} et {\displaystyle \theta =2\pi {\frac {3-{\sqrt {5}}}{2}}n}
simulait assez fidèlement la fleur de tournesol. Or ces points sont situés sur la spirale de Fermat d'équation {\displaystyle c^{2}\varphi ^{2}\theta =2\pi \rho ^{2}} où φ est le nombre d'or et l'angle {\displaystyle 2\pi {\frac {3-{\sqrt {5}}}{2}}} est l'angle d'or. Cette modélisation reste cependant une simplification d'une phyllotaxie plus complexe.
D'autres, l'ont utilisée pour modéliser le taijitu du Yin et Yang  en limitant la courbe d'équation ρ2 = θ au cercle de rayon 1.